# Whitefish Lake Provincial Park
Whitefish Lake Provincial Park är en park i Kanada.   Den ligger i provinsen Manitoba, i den sydöstra delen av landet, 2 000 km väster om huvudstaden Ottawa. Whitefish Lake Provincial Park ligger 600 meter över havet. Den ligger vid sjön Whitefish Lake.
Terrängen runt Whitefish Lake Provincial Park är platt. Trakten runt Whitefish Lake Provincial Park är nära nog obefolkad, med mindre än två invånare per kvadratkilometer.. Det finns inga samhällen i närheten. 
I omgivningarna runt Whitefish Lake Provincial Park växer i huvudsak blandskog.